# Municipio de Bloomfield (condado de Winneshiek)
El municipio de Bloomfield (en inglés: Bloomfield Township) es un municipio ubicado en el condado de Winneshiek en el estado estadounidense de Iowa. En el año 2010 tenía una población de 546 habitantes y una densidad poblacional de 5,83 personas por km².

## Geografía
El municipio de Bloomfield se encuentra ubicado en las coordenadas 43°7′43″N 91°40′1″O / 43.12861, -91.66694. Según la Oficina del Censo de los Estados Unidos, el municipio tiene una superficie total de 93.68 km², de la cual 93,66 km² corresponden a tierra firme y (0,02 %) 0,02 km² es agua.

## Demografía
Según el censo de 2010, había 546 personas residiendo en el municipio de Bloomfield. La densidad de población era de 5,83 hab./km². De los 546 habitantes, el municipio de Bloomfield estaba compuesto por el 98,35 % blancos, el 0,18 % eran de otras razas y el 1,47 % eran de una mezcla de razas. Del total de la población el 2,2 % eran hispanos o latinos de cualquier raza.